# Heraeum
Ne doit pas être confondu avec Héraion de Samos.
Heraeum ou Heraion (en grec ancien : Ἥραιον), aussi connu comme Heraion Teichos (Ἡραῖον τεῖχος), est une cité grecque de l'ancienne Thrace, située sur la Propontide, légèrement à l'est de Bisanthe (en).

## Histoire
Colonie samienne fondée vers 600 avant J-C, elle est mentionnée par Hérodote, Démosthène, Harpocration, Étienne de Byzance et Souda. La ville tire son nom d'un temple de Junon et sert alors de rempart à Byzance. 
En - 352, Philippe II assiège la ville. Athènes décide alors d'envoyer une flotte de quarante trières et de prélever soixante talents pour aider la ville, mais la flotte n'a jamais mis les voiles. Ce n'est que plus tard qu'une flotte beaucoup plus petite de dix navires est envoyée avec uniquement cinq talents, ce qui ne peut empêcher la capture de la ville par Philippe.
Le site est identifié près de l’actuel village de Aytepe en Turquie.